# Ustibar
Ustibar (cyr. Устибар) – wieś w Bośni i Hercegowinie, w Republice Serbskiej, w gminie Rudo. W 2013 roku liczyła 186 mieszkańców.